# Paludititan
Genre
Espèce

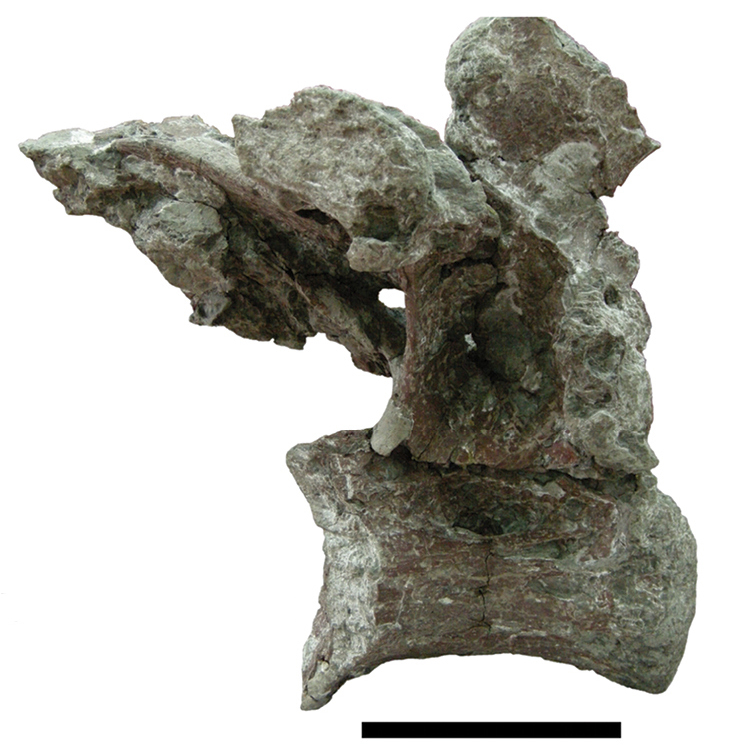
Vertèbre fossile de Paludititan nalatzensis

Paludititan est un genre de dinosaures titanosaures du Maastrichtien (Crétacé supérieur) trouvé dans le bassin de Hațeg, dans les Alpes de Transylvanie, en Roumanie. L'espèce type est Paludititan nalatzensis, nommée d'après le site de la découverte : Nǎlaţ-Vad. Décrite par Zoltán Csiki-Sava, Vlad Codrea, Cǎtǎlin Jipa-Murzea et Pascal Godefroit en 2010, cette espèce pouvait atteindre six mètres de long, taille relativement modeste pour un titanosaure, due au nanisme insulaire dans ce qui était alors une île dans l'océan Téthysien. Ce genre a disparu lors de l'extinction Crétacé-Paléogène qui marque la fin du Mésozoïque.